# Amor fati
Amor fati — латинська фраза, яка дослівно перекладається як «любов долі» (або любов до долі). Її вживають на позначення ставлення, коли людина розглядає все, що стається в її долі, включно зі стражданням і втратами, як благо. Тобто людина відчуває, що все, що відбувається — це спосіб, у який доля досягає своєї кінцевої мети, тож усе слід розглядати з позитивного погляду. Більш того, amor fati характеризує прийняття подій, які відбуваються в житті людини.
Фраза не раз використовується у творах Ніцше та представляє загальний погляд на життя, який він виражає в розділі 276 «Веселої науки», який звучить так:

Я хочу дізнаватися все більше й більше, щоб бачити красу необхідності в речах; тоді я буду одним з тих, що роблять речі гарними. Amor fati: нехай це буде відтепер моєю любов'ю! Я не хочу звинувачувати; я навіть не хочу звинувачувати тих, хто звинувачує. Відведення погляду хай буде моїм єдиним запереченням. А в цілому та в усьому: одного дня я прагну казати тільки Так.